# 1912年4月17日日食
1912年4月17日日食是一次全環食，發生於1912年4月17日。新月當天（即朔日），地球上觀測到月球和太阳的角距離極小，此時月球如果恰好在月球交點附近，穿過太阳和地球之間，與地球、太阳接近一直線，則會出現日食。月球穿過太阳和地球之間，本影末端與地表距離很小時，由於地表呈弧形，食帶中心附近地表被本影覆蓋，形成日全食，而食帶中心較遠的區域內本影未能接觸地表，使地表被偽本影覆蓋，形成日環食。這種同一次日食中先後出現全食和環食的稱為全環食。與單純的日全食和日環食類似，全環食的本影和偽本影兩側數千公里的半影範圍內也會形成日偏食。此次日環食經過了委內瑞拉、巴西、英屬蓋亞那、荷屬蓋亞那、馬德拉群島、法国、比利时、荷兰、德国、俄國，日全食經過了葡萄牙、西班牙，日偏食則覆蓋了中、北大西洋兩岸直至歐亞大陸中西部的區域。

## 日食概況

### 出現區域
委內瑞拉東南部靠近與巴西、英屬蓋亞那（今圭亚那）交界處的區域最先看到日環食，不久後偽本影穿過三國交界，擦過巴西最北端後橫貫英屬蓋亞那，擦過荷屬蓋亞那（今蘇利南）北部後向東北橫穿大西洋，穿過葡萄牙海外領地馬德拉群島中的聖港島後不久在該島東北洋面上本影錐末端接觸地表，環食轉變為全食，又在葡萄洋以西約160公里的洋面達到最大食分。本影穿過葡萄牙、西班牙後，在比斯開灣本影錐離開地表，全食再次變為環食，隨後偽本影穿過法国、比利时、荷兰、德国，結束於俄國南部。
偽本影或本影經過的陸地依次包括：
（環食）
- 委内瑞拉合众国：從玻利瓦爾州東部，今加奈馬國家公園東南部開始直至國境；
- 巴西：羅賴馬州最北端（亦為全國最北端）；
- 英屬圭亞那（今圭亚那）：今庫尤尼-馬扎魯尼區南部、波塔羅-錫帕魯尼區北部、上德梅拉拉-伯比斯區北部、馬海卡-伯比斯區南部、東伯比斯-科蘭太因北部；
- 荷屬圭亞那（今蘇利南）：今尼克里區北部、科羅尼區西北部、薩拉馬卡區西北角；
- 馬德拉群島：聖港島東端；

（全食）
- 葡萄牙：阿威羅區西北部、波爾圖區中東部、布拉加區東南部、雷亞爾城區西北部；
- 西班牙：加利西亞東南部、卡斯提亞-雷昂西北部、阿斯圖里亞斯西部；

（環食）
- 法國：卢瓦尔河地区、中央-卢瓦尔山谷大区北部、法兰西岛西部、皮卡第、北部-加来海峡東南端，其中經過了巴黎市區以外西北郊部分地區，是此次全環食帶涉及的唯一首都；
- 比利时：瓦隆大区（自西南向東北斜貫）、弗拉芒大區東南角；
- 荷蘭：林堡省南端；
- 德意志帝國：從西部斜貫至東北部，穿過今北莱茵-威斯特法伦、下萨克森、梅克倫堡-西波美拉尼亞；
- 俄罗斯帝国：今拉脫維亞北部、爱沙尼亚南部以及俄罗斯联邦的西北部联邦管区南部、伏爾加聯邦管區北部、乌拉尔联邦管区中部，結束於西伯利亚联邦管区的克拉斯諾亞爾斯克邊疆區南部。[3][4]

除了上述極狹窄的區域能看到日環食或日全食外，月球半影覆蓋範圍內的美洲東部、整個欧洲、非洲西部和北部、亚洲中西部地區都能看到日偏食。

### 基本參數
- 類型：全環食
- 食甚中心處（位於葡萄牙以西約160公里的大西洋）資料：
  - 時間：1912年4月17日11:34:08.4
  - 地點：38°21.5′N 11°14.9′W / 38.3583°N 11.2483°W
  - 食分：1.0003（全環食帶內最大）
  - 日全食持續時間：1.7秒

## 觀測
地球繞太阳、月球繞地球公转及月球交點的移動均有規律，只要數據足夠準確，就能夠精確計算出過去及將來的日食，也能為日食觀測提前做準備。月球本影區域內發生日全食，月球完全遮蔽了太阳的光球部分，在短暫的時間內出現類似黑夜的景象。比光球暗得多、平時無法看見的色球、日冕和日珥都在此時出現，在日冕儀發明之前，這是研究太陽大氣的唯一機會，因此日全食觀測以此為重點。而偽本影區域內發生日環食，本影和偽本影以外數千公里的半影區域內發生日偏食，這些區域內月球都只遮擋了部分陽光，並未形成類似黑夜的景象，能看到的只是太阳形狀有所殘缺，色球、日冕和日珥等光球以外的部分仍然無法看到。

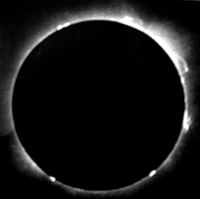
巴黎天文台使用高空氣球觀測的此次日食（卡米伊·弗拉馬利翁拍攝）

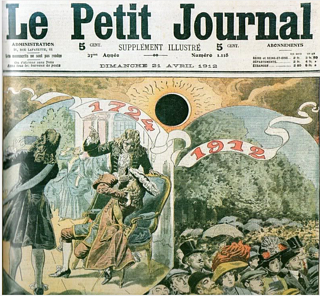
法国《小日報》1912年4月21日刊的封面，畫面內容為人群觀測此次日食和巴黎能看見的上一次日全食——1724年5月22日日食

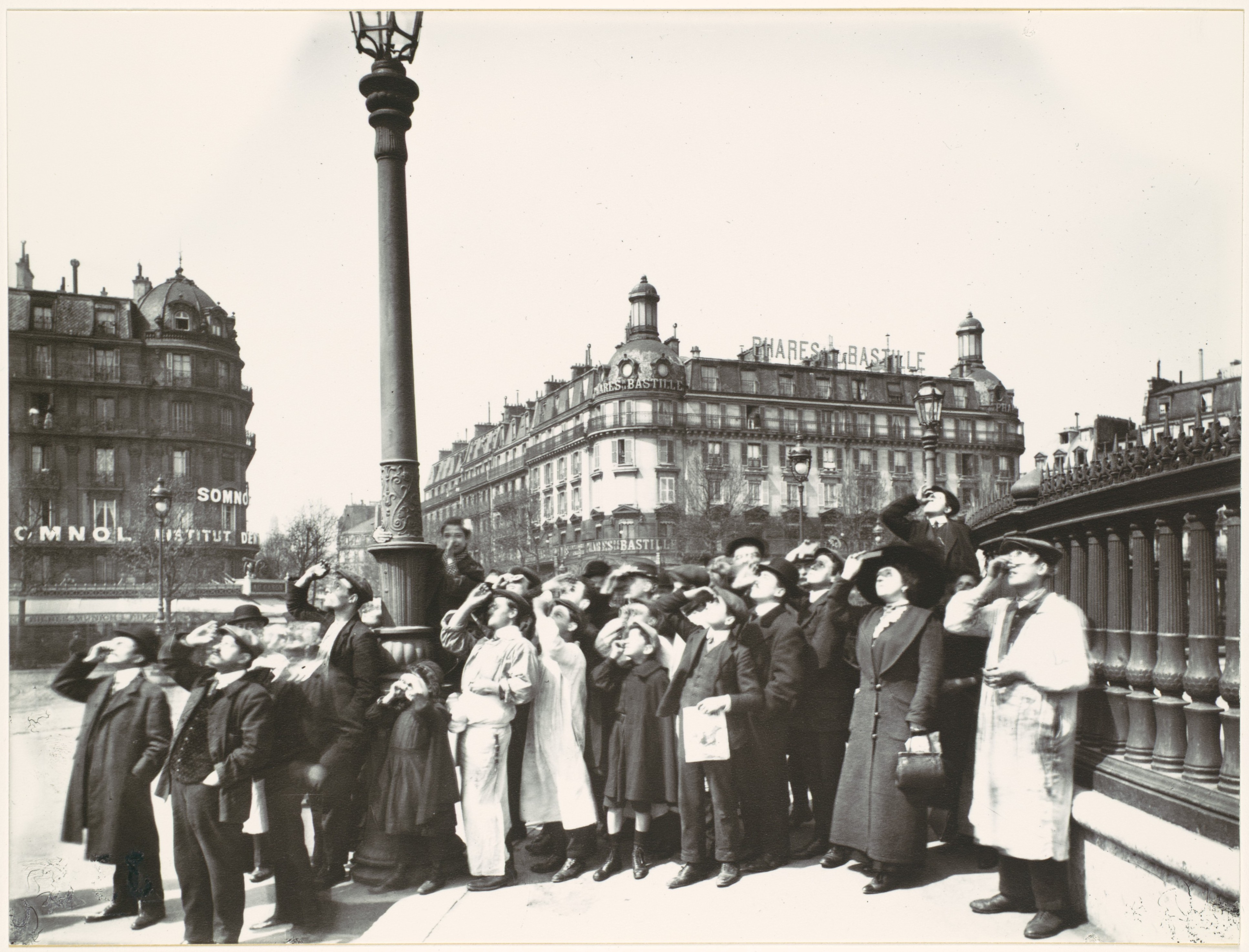
歐仁·阿熱在巴黎拍攝的無框照片

全環食發生時，月球本影錐末端與地表極接近，地球上無論是全食還是環食區域內，看到的月面都與日面邊緣貼得非常近，在月球邊緣凹凸的山峰影響下會出現一連串的贝利珠。這使此次日食成為測量地球大小和形狀，以及月面邊緣山峰的極佳機會。科學家在欧洲用每100米安排一個人的方式來確定本影邊緣。
此次日食之後，同屬於沙羅週期137的1930年4月28日的全環食，科學家也曾在美国加利福尼亚州坎普頓維爾附近等地做了類似觀測。之後仍然屬於該沙羅周期的兩次日環食的食分極接近1，也具備類似觀測的條件，科學家分別在1948年5月9日的日本禮文島、以及1966年5月20日的希腊和土耳其做了觀測。1925年1月24日的日全食發生時在纽约也有觀測，只不過不屬於沙羅週期137，食分也比1大了較多。

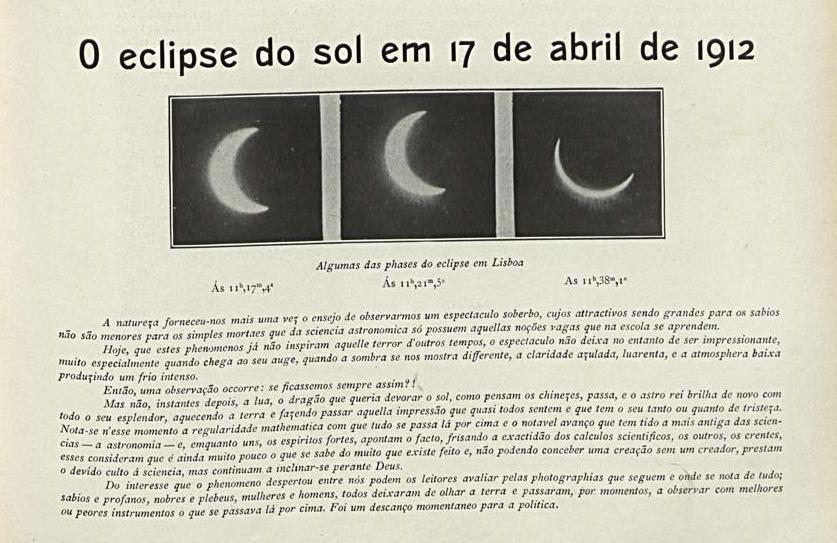
巴西《巴西-葡萄牙》雜誌1912年5月1日刊，照片拍攝於里斯本

此外，巴西《巴西-葡萄牙》雜誌1912年5月1日刊在日偏食照片後附了一則簡單社論：「在這個時刻，我們知道掌管著一切事物的數學規律，以及最古老的科學——天文學——取得的巨大成就，得到了滿足。雖然有些信念強烈的人指出了這一事實，並指出了科學的結晶多麼精確，但有另一些信徒認為我們能把握的仍然太少，而無法想象沒有造物主的世界，他們膜拜科學，卻繼續跪在上帝面前。這些照片每個人都看得見，讀者可以自己從中判斷出這一現象激起了我們多大的興趣，聰明人和無神論者、貴族和平民、婦女和男子，每個人在此刻都拋下了俗世的事務，用精良或簡陋的儀器觀察頭頂上的事。這甚至讓政治也短暫休息了一會兒。」

## 軼聞
此次日食發生在泰坦尼克号沉沒後3天，而覆蓋區域中的欧洲和美洲又恰是該船的出發地和目的地，因而此次日食又被稱作「泰坦尼克日食」。

## 相關的日食

### 1910-1913年的日食
月球交替位於相對的月球交點時，以半個交點年（食年），即約177天又4小時間隔出現下列日食。
| 升交點                                          | 升交點                  |          | 降交點                   | 降交點 |
| 沙羅周期                                        | 地圖                    | 沙羅周期 | 地圖                     |        |
| 117                                             | 1910年5月9日 全食       | 122      | 1910年11月2日 偏食（北） |        |
| 127                                             | 1911年4月28日 全食      | 132      | 1911年10月22日 環食      |        |
| 137                                             | 1912年4月17日 全環食    | 142      | 1912年10月10日 全食      |        |
| 147                                             | 1913年4月6日 偏食（北） | 152      | 1913年9月30日 偏食（南） |        |
| 註：1913年8月31日的日偏食屬於下一組交點年系列。 |                         |          |                          |        |

### 沙羅周期
沙羅周期長度為18年11天。本次日食屬於沙羅週期137，共包含70次日食，依次為1389年5月25日至1515年8月9日的8次日偏食、1533年8月20日至1695年12月6日的10次日全食、1713年12月17日至1804年12月11日的6次全環食（亦稱混合食）、1822年12月21日至1876年3月25日的4次日環食、1894年4月6日至1930年4月28日的3次全環食、1948年5月9日至2507年4月23日的32次日環食、2525年4月23日至2633年6月28日的7次日偏食，總共歷時1244.08年。其中最長的全食發生於1569年9月10日，共持續了2分55秒。
下表列舉了1901年至2100年間發生的屬於該周期的11次日食，是第30至40次：
| 30            | 31            | 32            |
| ------------- | ------------- | ------------- |
| 1912年4月17日 | 1930年4月28日 | 1948年5月9日  |
| 33            | 34            | 35            |
| 1966年5月20日 | 1984年5月30日 | 2002年6月10日 |
| 36            | 37            | 38            |
| 2020年6月21日 | 2038年7月2日  | 2056年7月12日 |
| 39            | 40            |               |
| 2074年7月24日 | 2092年8月3日  |               |

## 資料來源
1. 1 2  樊忠玉. . 中国天文科普网.   [2015-07-16]. （原始内容存档于2014-09-17）.
2. 1 2  Fred Espenak. . NASA Eclipse Web Site.   [2015-07-16]. （原始内容存档于2020-10-20）.（英文）
3. ↑  Fred Espenak. . NASA Eclipse Web Site.   [2015-07-16]. （原始内容存档于2020-10-20）.（英文）
4. ↑  Xavier M. Jubier. .   [2016-01-10]. （原始内容存档于2019-08-27）.（法文）（英文）
5. ↑  Fred Espenak. . NASA Eclipse Web Site.   [2013-04-14]. （原始内容存档于2017-12-28）.（英文）
6. 1 2 3  Xavier M. Jubier. .   [2015-06-11]. （原始内容存档于2019-01-24）.（法文）（英文）
7. ↑  www.astronomeer.com: The "Titanic" eclipse of 17 April 1912 （页面存档备份，存于） The last annular eclipse in the Netherlands was 17 April 1912, just two days after the Titanic hit an iceberg and sank.
8. ↑  Fred Espenak. . NASA Eclipse Web Site.（英文）

## 外部連結
- NASA日食專頁（页面存档备份，存于）（英文）
- 可見區域圖和時間統計：由弗雷德·埃斯佩纳克做出的日食預報，NASA/GSFC
  - Google互動地圖呈現的日食範圍
  - 貝塞爾元素
- Google地圖顯示的日全食、日環食和日偏食範圍（页面存档备份，存于）（法文）（英文）
- 1900-1937年歷次日全食的日冕（页面存档备份，存于），本次拍攝於法国圣农拉布勒泰什（法文）（英文）
- 俄國科學家前往葡萄牙的觀測經歷（俄文）
- The Eclipse of April 17, 1912 as Visible in France, Popular Astronomy, vol. 20, pp. 372–375, SAO/NASA Astrophysics Data System (ADS)（页面存档备份，存于）（英文）

| \| \| 日食 \|                              |                              |                                            |
| 上一次日食： 1911年10月22日日食 （日環食） | 1912年4月17日日食 （全環食） | 下一次日食： 1912年10月10日日食 （日全食） |
| 上一次全環食： 1909年6月17日日食           | 1912年4月17日日食 （全環食） | 下一次全環食： 1930年4月28日日食           |
|                                            | 日食                         |                                            |